# Armindo Fonseca
Armindo Fonseca, né le 1er mai 1989 à Rennes, est un coureur cycliste français, professionnel de 2011 à 2018. Au cours de sa carrière, il a notamment remporté une étape des Boucles de la Mayenne et le Tour de Vendée.

## Biographie
Armindo Fonseca naît le 1er mai 1989 à Rennes en France.
Armindo Fonseca commence le cyclisme à l’âge de 13 ans à l’Étoile cycliste rennaise. Il y reste jusqu’en catégorie junior première année. Il rejoint ensuite l'équipe Côtes d'Armor. Lors de sa dernière saison au sein de ce club, il gagne Redon-Redon, une étape du Saint-Brieuc Agglo Tour, le Grand Prix de Fougères ainsi que le championnat des Côtes-d'Armor. Il prend également la sixième place du championnat de France espoirs. 
Ses bonnes prestations lui permettent de signer son premier contrat professionnel dans l'équipe Bretagne-Schuller à la fin de la saison 2010.
En 2014, il remporte sa première victoire chez les professionnels en s'imposant lors de la première étape des Boucles de la Mayenne. Il dispute le Tour de France durant l'été et termine l'épreuve à la 138e position.
Au cours de l'année 2015, il est 119e du Tour de France et septième du Grand Prix Ouest-France de Plouay pendant l'été.
En août 2018, à 29 ans, il met un terme à sa carrière en raison d'une maladie chronique, et annonce qu'il souffre depuis ses débuts d'une spondylarthrite ankylosante.

## Palmarès et résultats

### Par année
- 2006[2]
  - 2e étape du Tour du Valromey
  - 3e du Trophée Sébaco
- 2008
  - Grand Prix de Bourgbarré[6]
- 2009
  - 3e du Tour d'Eure-et-Loir
- 2010
  - Champion des Côtes-d'Armor
  - Redon-Redon
  - 1re étape du Saint-Brieuc Agglo Tour
  - Grand Prix de Fougères
  - 2e des Boucles Sérentaises
- 2011
  - Prologue du Tour Alsace (contre-la-montre par équipes)
  - 2e du Tour du Finistère
- 2013
  - 2e du Circuit de Getxo
  - 3e des Boucles de l'Aulne
- 2014
  - 1re étape des Boucles de la Mayenne
  - Tour de Vendée
  - 3e du Tour du Finistère
  - 3e du Grand Prix de Plumelec-Morbihan
- 2015
  - 7e du Grand Prix Ouest-France de Plouay
- 2018
  - 3e de la Classic Loire-Atlantique

### Résultats sur les grands tours

#### Tour de France
3 participations
- 2014 : 138e
- 2015 : 119e
- 2016 : 146e

### Classements mondiaux
| Année           | 2011 | 2012 | 2013 | 2014 | 2015 | 2016 | 2017 |
| --------------- | ---- | ---- | ---- | ---- | ---- | ---- | ---- |
| UCI Europe Tour | 250e | 276e | 44e  | 23e  | 316e | 438e | 326e |